# Chula-Thammasat-Fußballspiel

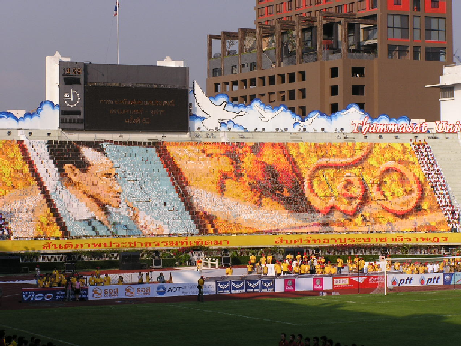
Choreografie während der 63. Ausgabe des Spiels

Das Chula–Thammasat-Traditionsspiel (Thai: งานฟุตบอลประเพณีจุฬาฯ-ธรรมศาสตร์, auch Thammasat–Chula-Traditionsspiel – งานฟุตบอลประเพณีธรรมศาสตร์-จุฬาฯ) ist ein jährlich stattfindendes Fußballspiel zwischen der Chulalongkorn-Universität und der Thammasat-Universität. Ausgetragen wird das Spiel normalerweise jedes Jahr im Januar im Suphachalasai-Stadion von Bangkok. Neben dem Spiel an sich, liegt das Augenmerk auch auf den Choreografien beider Universitäten, dem Cheerleading und der Eröffnungszeremonie mit einer Parade. Eines der Highlights der Parade ist dabei jeweils eine politische Persiflage der Thammasat-Universität. Das gesamte Ereignis wird regelmäßig live im Fernsehen übertragen. 

## Geschichte
Der Ursprung des Traditionsspiels zwischen beiden Universitäten geht zurück bis ins Jahr 1934. Absolventen der Suan-Kulab-Wittayalai-Schule, welche seinerzeit Studenten der Thammasat- und der Chulalongkorn-Universität waren, initiierten damals dieses Fußballspiel als Wettkampfvergleich zwischen diesen beiden Unis. Als Vorbild dienten unter anderem das traditionelle Bootsrennen der beiden britischen Universitäten Oxford und Cambridge oder aber auch dem japanischen Keio-Waseda-Baseballspiel.
Das erste Spiel fand am 4. Dezember 1934 auf dem Sanam Luang statt. Die Thammasat-Universität war der erste Gastgeber. Der Eintrittspreis betrug damals 1 Baht. Die Einnahmen wurden der Anti-Tuberkulose-Gesellschaft Thailands gespendet. Auch heute noch kommen die Einnahmen karitativen Einrichtungen zugute. Beide Universitäten wechseln sich als Gastgeber des Spiels ab. Von 1935 bis 1937 wurde das Spiel auf dem Fußballplatz der Suankularb-Wittayalai-Schule ausgetragen. Seit 1938 findet das Spiel im Suphachalasai-Stadion statt. Ausnahmen waren 1985, 1986, 1988 und 2008. In diesen Jahren fand das Spiel in dem Chulalongkorn-Universitätsstadion statt. 
Seit 1949 gibt es auch einen Pokal für den Gewinner. Er nennt sich Royal Cup (Deutsch: Königlicher Pokal). 
Aufgrund verschiedener politischer Ereignisse konnte das Spiel in manchen Jahren nicht ausgetragen werden. 2008 wurde das Spiel wegen des Todes der Prinzessin Galyani Vadhana, der Schwester des Königs, um vier Monate verschoben.
An dem Spiel im Jahr 2001 nahmen unter anderem Kiatisak Senamuang, Surachai Jaturapattarapong und Thawatchai Damrong-Ongtrakul teil.

## Bekannte Spieler
- Kiatisak Senamuang (* 1973)
- Surachai Jaturapattarapong (* 1969)
- Thawatchai Damrong-Ongtrakul (* 1974)